# Belgian American Football League 2015
Het seizoen 2015 was de 29e editie van de Belgische hoogste klasse van de Belgian Football League (BFL).
Net voor de start van het regulier seizoen gaven de Brussels Bulls algemeen forfait en ging de Vlaamse competitie van start met 8 in plaats van 9 ploegen.
In de Belgian Bowl XXVIII wonnen de Brussels Black Angels tegen de Brussels Tigers.

## Regulier seizoen
| FAFL | FAFL  | FAFL                                                             | FAFL                         | FAFL                                                            |
| Week | Datum | Bezoekers                                                        | Uitslag                      | Thuis                                                           |
| ---- | ----- | ---------------------------------------------------------------- | ---------------------------- | --------------------------------------------------------------- |
| 1    | 15-02 | Ghent Gators Ostend Pirates                                      | 32 - 6 12 - 9                | Leuven Lions Antwerp Diamonds                                   |
| 2    | 22-02 | Puurs Titans Brussels Black Angels Leuven Lions Antwerp Diamonds | 0 - 40 13 - 6 7 - 16 9 - 21  | Ghent Gators Ostend Pirates Izegem Tribes Limburg Shotguns      |
| 3    | 08-03 | Ghent Gators Antwerp Diamonds Limburg Shotguns                   | 50 - 0 26 - 9 0 - 40         | Izegem Tribes Leuven Lions Ostend Pirates                       |
| 4    | 22-03 | Leuven Lions Puurs Titans Antwerp Diamonds Limburg Shotguns      | 7 - 41 0 - 55 0 - 22 19 - 24 | Ostend Pirates Brussels Black Angels Ghent Gators Izegem Tribes |
| 5    | 05-04 | Limburg Shotguns Brussels Black Angels Puurs Titans              | 0 - 52 48 - 7 6 - 24         | Ghent Gators Leuven Lions Antwerp Diamonds                      |
| 6    | 19-04 | Limburg Shotguns Izegem Tribes                                   | 36 - 47 6 - 56               | Puurs Titans Brussels Black Angels                              |
| 7    | 03-05 | Leuven Lions Izegem Tribes                                       | 23 - 12 0 - 26               | Puurs Titans Ostend Pirates                                     |
| 8    | 17-05 | Antwerp Diamonds Brussels Black Angels Ostend Pirates            | 0 - 24 50 - 0* 12 - 20       | Izegem Tribes Limburg Shotguns Ghent Gators                     |
| 9    | 24-05 | Ghent Gators Izegem Tribes                                       | 0 - 39 44 - 6                | Brussels Black Angels Puurs Titans                              |
| 10   | 31-05 | Limburg Shotguns Ostend Pirates Antwerp Diamonds                 | 9 - 25 50 - 0 0 - 34         | Leuven Lions Puurs Titans Brussels Black Angels                 |

De wedstrijd tussen de Brussels Black Angels en de Limburg Shotguns van 17 mei werd niet gespeeld wegens forfait van de Shotguns.

## Klassement
| Brussels Black Angels | 7 | 0 | 0 | 1.00 | 295 | 19  | W7 |
| Ghent Gators          | 6 | 0 | 1 | .850 | 216 | 57  | L1 |
| Ostend Pirates        | 5 | 0 | 2 | .714 | 187 | 49  | W1 |
| Izegem Tribes         | 4 | 0 | 3 | .571 | 114 | 164 | W2 |
| Antwerp Diamonds      | 2 | 0 | 5 | .286 | 68  | 128 | L2 |
| Leuven Lions          | 2 | 0 | 5 | .286 | 84  | 184 | W2 |
| Puurs Titans          | 1 | 0 | 6 | .143 | 71  | 272 | L3 |
| Limburg Shotguns      | 1 | 0 | 6 | .143 | 85  | 247 | L6 |

| Brussels Tigers               | 5 | 1 | 0 | 0.917 | 162 | 32  |
| Liège Monarchs                | 4 | 1 | 1 | 0.750 | 112 | 57  |
| Waterloo Warriors             | 1 | 0 | 5 | 0.167 | 95  | 151 |
| Grez-Doiceau Fighting Turtles | 1 | 0 | 5 | 0.167 | 44  | 173 |

Legende:
 geplaatst voor de play-offs

## Play-offs
|  | Kwartfinales 7 juni @ Liège & Gent | Kwartfinales 7 juni @ Liège & Gent | Kwartfinales 7 juni @ Liège & Gent |  |  | Halve finales 14 juni @ Brussel | Halve finales 14 juni @ Brussel | Halve finales 14 juni @ Brussel |  |  | Belgian Bowl XXVIII 27 juni 2015 @ Sint-Niklaas | Belgian Bowl XXVIII 27 juni 2015 @ Sint-Niklaas | Belgian Bowl XXVIII 27 juni 2015 @ Sint-Niklaas |
|  |                                    |                                    |                                    |  |  |                                 |                                 |                                 |  |  |                                                 |                                                 |                                                 |
|  |                                    |                                    |                                    |  |  | 1                               | Brussels Black Angels           | 14                              |  |  |                                                 |                                                 |                                                 |
|  | 2                                  | Liège Monarchs                     | 12                                 |  |  | 2                               | Ostend Pirates                  | 6                               |  |  |                                                 |                                                 |                                                 |
|  | 3                                  | Ostend Pirates                     | 22                                 |  |  |                                 |                                 |                                 |  |  | 1                                               | Brussels Black Angels                           | 13                                              |
|  |                                    |                                    |                                    |  |  |                                 |                                 |                                 |  |  | 2                                               | Brussels Tigers                                 | 8                                               |
|  |                                    |                                    |                                    |  |  | 1                               | Brussels Tigers                 | 56                              |  |  |                                                 |                                                 |                                                 |
|  | 2                                  | Ghent Gators                       | 22                                 |  |  | 2                               | Waterloo Warriors               | 14                              |  |  |                                                 |                                                 |                                                 |
|  | 3                                  | Waterloo Warriors                  | 24                                 |  |  |                                 |                                 |                                 |  |  |                                                 |                                                 |                                                 |

Belgian Bowl

Gerelateerde onderwerpen: European Federation of American Football (EFAF) · American Football Bond Nederland · Tulip Bowl